# مورفی (میزوری)
مورفی (به انگلیسی: Murphy) یک منطقهٔ مسکونی در ایالات متحده آمریکا است که در شهرستان جفرسون، میزوری واقع شده‌است. مورفی ۱۰٫۴ کیلومتر مربع مساحت و ۹٬۰۴۸ نفر جمعیت دارد و ۱۷۵ متر بالاتر از سطح دریا واقع شده‌است.